# براندان ريتشي
براندان ريتشي (بالإنجليزية: Brendan Ricci)‏ (24 أبريل 1965 بملبورن في أستراليا - ) هو لاعب كريكت أسترالي. لعب مع فريق فكتوريا للكريكت.

## وصلات خارجية
- براندان ريتشي على موقع إي آس بي آن كريك إنفو (الإنجليزية)